# Поп (округ, Арканзас)
Поп (англ. Pope County) — округ в штате Арканзас, США с населением в 54 469 человек по статистическим данным переписи 2000 года. Столица округа находится в городе Расселвилл.
Округ был образован 2 ноября 1829 года из территории округа Кроуфорд и получил своё название в честь третьего губернатора Территории Арканзас Джона Поупа.

## География
По данным Бюро переписи населения США округ имеет общую площадь в 2152 квадратных километра, из которых 2103 кв. километра занимает земля и 49 кв. километров — вода. Площадь водных ресурсов округа составляет 2,27 % от всей его площади.

### Соседние округа
- Ньютон — северо-запад
- Серси и Ван-Бьюрен — северо-восток
- Конуэй — юго-восток
- Йелл — юг
- Логан — юго-запад
- Джонсон — запад

## Демография

Диаграмма распределения населения округа по возрастным диапазонам. Данные переписи населения 2000 года

По данным переписи населения 2000 года в округе проживало 54 469 человек, 15 008 семей, насчитывалось 20 701 домашних хозяйств и 22 851 жилых домов. Средняя плотность населения составляла 26 человек на один квадратный километр. Расовый состав округа по данным переписи распределился следующим образом: 93,73 % белых, 2,61 % чёрных или афроамериканцев, 0,68 % коренных американцев, 0,64 % азиатов, 0,03 % выходцев с тихоокеанских островов, 1,39 % смешанных рас, 0,93 % — других народностей. Испано- и латиноамериканцы составили 2,06 % от всех жителей округа.
Из 20 701 домашних хозяйств в 34,30 % — воспитывали детей в возрасте до 18 лет, 58,60 % представляли собой совместно проживающие супружеские пары, в 10,20 % семей женщины проживали без мужей, 27,50 % не имели семей. 23,00 % от общего числа семей на момент переписи жили самостоятельно, при этом 9,10 % составили одинокие пожилые люди в возрасте 65 лет и старше. Средний размер домашнего хозяйства составил 2,55 человек, а средний размер семьи — 3,00 человек.
Население округа по возрастному диапазону по данным переписи 2000 года распределилось следующим образом: 25,50 % — жители младше 18 лет, 11,60 % — между 18 и 24 годами, 28,20 % — от 25 до 44 лет, 21,90 % — от 45 до 64 лет и 12,70 % — в возрасте 65 лет и старше. Средний возраст жителей округа составил 35 лет. На каждые 100 женщин в округе приходилось 96,40 мужчин, при этом на каждых сто женщин 18 лет и старше приходилось 94,10 мужчин также старше 18 лет.
Средний доход на одно домашнее хозяйство в округе составил 32 069 долларов США, а средний доход на одну семью в округе — 39 055 долларов. При этом мужчины имели средний доход в 29 914 долларов США в год против 19 307 долларов США среднегодового дохода у женщин. Доход на душу населения в округе составил 15 918 долларов США в год. 11,60 % от всего числа семей в округе и 15,20 % от всей численности населения находилось на момент переписи населения за чертой бедности, при этом 18,80 % из них были моложе 18 лет и 14,00 % — в возрасте 65 лет и старше.

## Главные автодороги
- I-40
- US 64
- AR 7
- AR 16
- AR 27
- AR 124

## Населённые пункты
- Аткинс
- Довер
- Гектор
- Лондон
- Ного
- Потсвилл
- Расселвилл
- Огсберг